# Teyjat
Teyjat (okzitanisch Taijac) ist eine französische Gemeinde mit 279 Einwohnern (Stand 1. Januar 2022) im Département Dordogne in der Region Nouvelle-Aquitaine. Sie gehört zum Kanton Périgord Vert Nontronnais und zum Gemeindeverband Périgord Nontronnais. Die Einwohner werden als Teyjatois bzw. Teyjatoises bezeichnet.

## Geographie
Das Gebiet der Gemeinde (französisch commune) Teyjat wird von folgenden sechs Nachbargemeinden umgeben:
| Varaignes                             | Soudat                                      | Bussière-Badil (Berührungspunkt) |
| Varaignes                             | Kompassrose, die auf Nachbargemeinden zeigt | Étouars                          |
| Javerlhac-et-la-Chapelle-Saint-Robert | Javerlhac-et-la-Chapelle-Saint-Robert       | Le Bourdeix                      |

Die Gemeinde umfasst die Weiler, Gehöfte, Ziegeleien und Geländepunkte Barancourt, Beaumont, Bellevue, Bois de Braugnac, Boisbernard, Boisseuil, Bouère, Braugnac, Caillaud, Chauffour, Chez Gourjout, Chez le Mège, Forgeneuve, Grotte de la Mairie, La Borie, La Maurendie, La Rondée, La Villa, Laudonie, Lauterie, Le Bouchage, Le Châtelard, Le Claud des Landes, Le Forestier, Le Forestier Haut, Les Brandeaux, Les Grenouilles, Les Penauds, Les Planes, Malibas, Pierre Plate, Pisse-Roussine, Quillac, Terre Nègre und Vaubrunet.
Der topographisch tiefste Punkt des Gemeindegebietes mit 120 Metern über dem Meer liegt kurz vor der Einmündung der Marcourive in den Bandiat am Westrand, der höchste Punkt mit 247 Metern am Ostrand nördlich der Ziegelei Bellevue an der D 93. Die maximale Höhendifferenz beträgt 127 Meter.

### Verkehrsanbindung

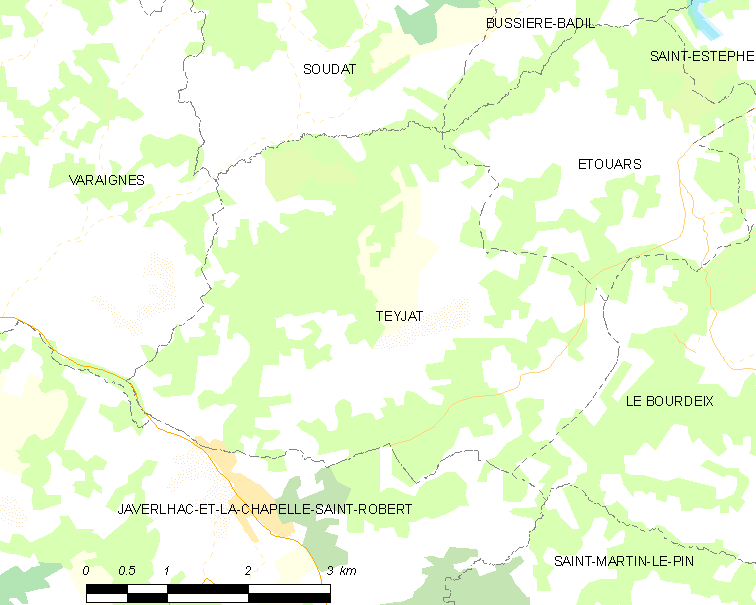
Lagekarte von Teyjat

Der Ortskern der Gemeinde ist über eine Straße an die etwas weiter im Westen verlaufende D 75 von Nontron nach Marthon angebunden, er befindet sich etwa 3,5 Kilometer von der Hauptstraße entfernt. Über drei weitere Straßen bestehen Verbindungen zur im Süden vorbeiziehenden D 93 von Javerlhac nach Étouars und anschließend nach Piégut-Pluviers. Auch die im Norden gelegene D 92 von Mainzac und La Chapelle-Saint-Robert nach Piégut-Pluviers wird über Straßenverbindungen erreicht.
Durch die Gemeinde Teyjat führte einst bei La Villa die Bahnstrecke Quéroy-Pranzac–Thiviers.

### Bodenbedeckung

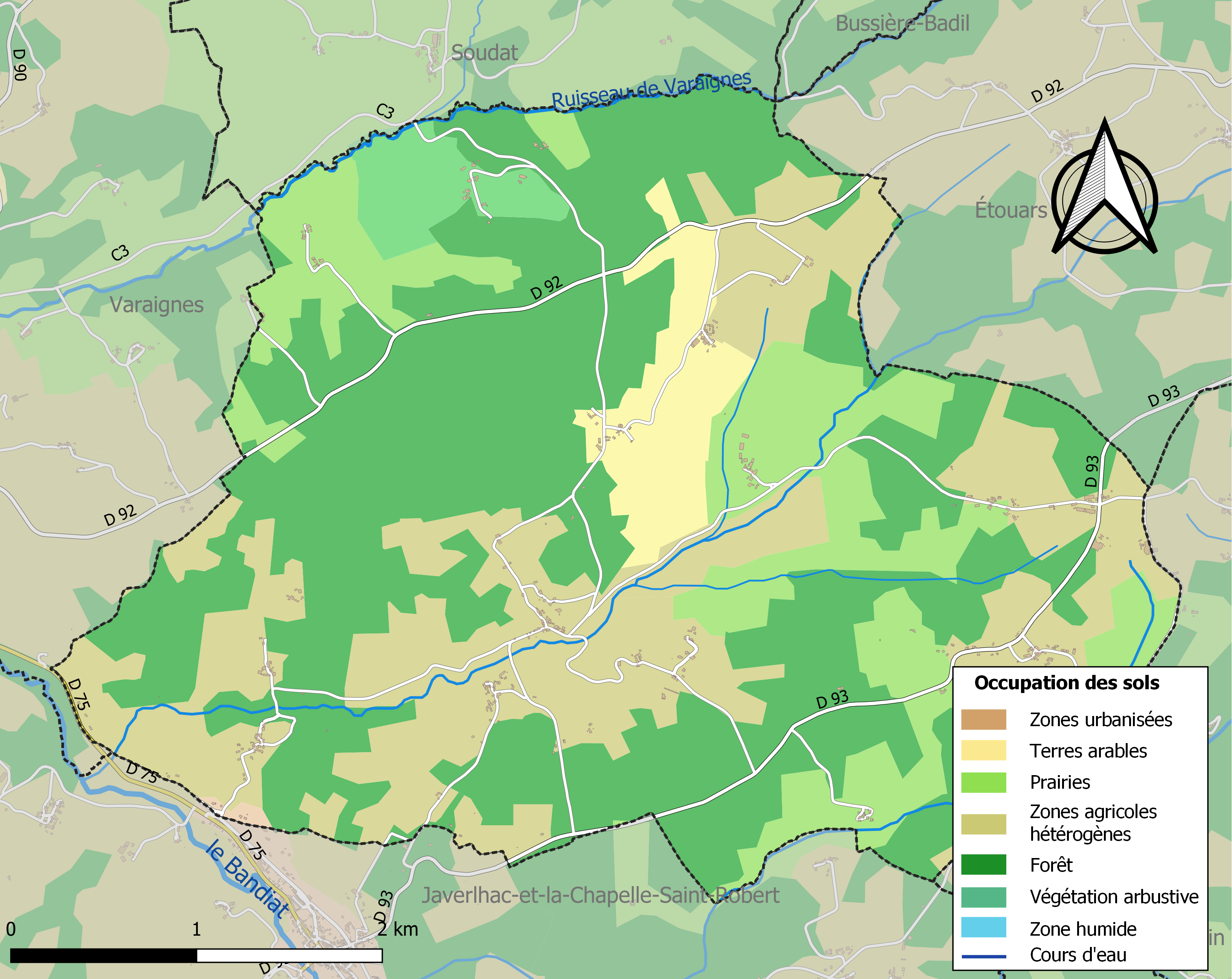
Bodenbedeckung in Teyjat

Die Bodenbedeckung der Gemeinde Teyjat schlüsselt sich im Jahr 2018 gemäß der europäischen Datenbank CORINE Land Cover (CLC) wie folgt auf:
- Wälder – 47,7 %
- heterogene landwirtschaftliche Nutzung – 27,1 %
- Wiesen – 17,8 %
- Städtebaulich beansprucht – 0,1 %
- Ackerland – 4,7 %
- Buschwerk und seminaturelle Ländereien – 2,6  %.

Wälder, Buschwerk und seminaturelle Ländereien stehen mit 50,3  % eindeutig im Vordergrund, sie haben gegenüber 1990 (49,8  %) sogar leicht zugenommen.

## Klima
Teyjat besitzt ein abgeschwächtes ozeanisches Klima, das sich durch folgende Parameter auszeichnet:
| Klimaparameter im Zeitraum 1971–2000 - Jahresmittel: 12,1 °C - Anzahl der Tage unter −5 °C: 3,2 - Anzahl der Tage oberhalb 30 °C: 7,2 - Maximum im Tages-Temperaturunterschied: 14,9 °C - Jahresniederschlag: 1084 mm - Niederschlagstage im Januar: 12,4 - Niederschlagstage im Juli: 7,4 |

Durch den Klimawandel zeichnen sich Erhöhungen im Jahresmittel ab, die sich bereits auch bemerkbar machen. So ist beispielsweise an der 60 Kilometer entfernten Wetterstation am Flughafen von Limoges-Bellegarde das langjährige Jahresmittel von 11,2 °C für 1971–2000 über 11,4 °C für 1981–2010 auf 11,8 °C für 1991–2020 angestiegen – ein Zuwachs um 0,6 °C innerhalb von 20 Jahren.

## Hydrographie

Hydrographische Karte von Teyjat

Das Gemeindegebiet wird zentral von der La Marcourive in südwestlicher Richtung durchflossen, einem rechten Nebenfluss des Bandiats. Die Marcourive entspringt im Gemeindegebiet von Étouars bei Lacrète auf Granodiorit. Sie besitzt einen rechten und einen bedeutenderen linken Seitenarm.
Auf ihrer Nordseite wird  die Gemeinde vom Ruisseau de l'Étang d'Assat (auch als le Crochet bekannt) und auf ihrer Südseite vom Merlancon begrenzt – beides ebenfalls rechte Nebenflüsse des Bandiats, die in etwa parallel zur Marcourive entwässern. Der Ruisseau de l'Étang d'Assat entspringt in der Gemeinde Saint-Estèphe bei Pontcharnaud ebenfalls auf Granodiorit. Er bildet die Nordgrenze zu Soudat und wechselt sodann ins Gemeindegebiet von Varaignes über, wo er als Ruisseau de Varaignes bezeichnet wird.
Der Bandiat gehört zum Flusssystem der Charente.
Das Entwässerungsnetz weist eine Gesamtlänge von 14 Kilometer auf.

## Geologie

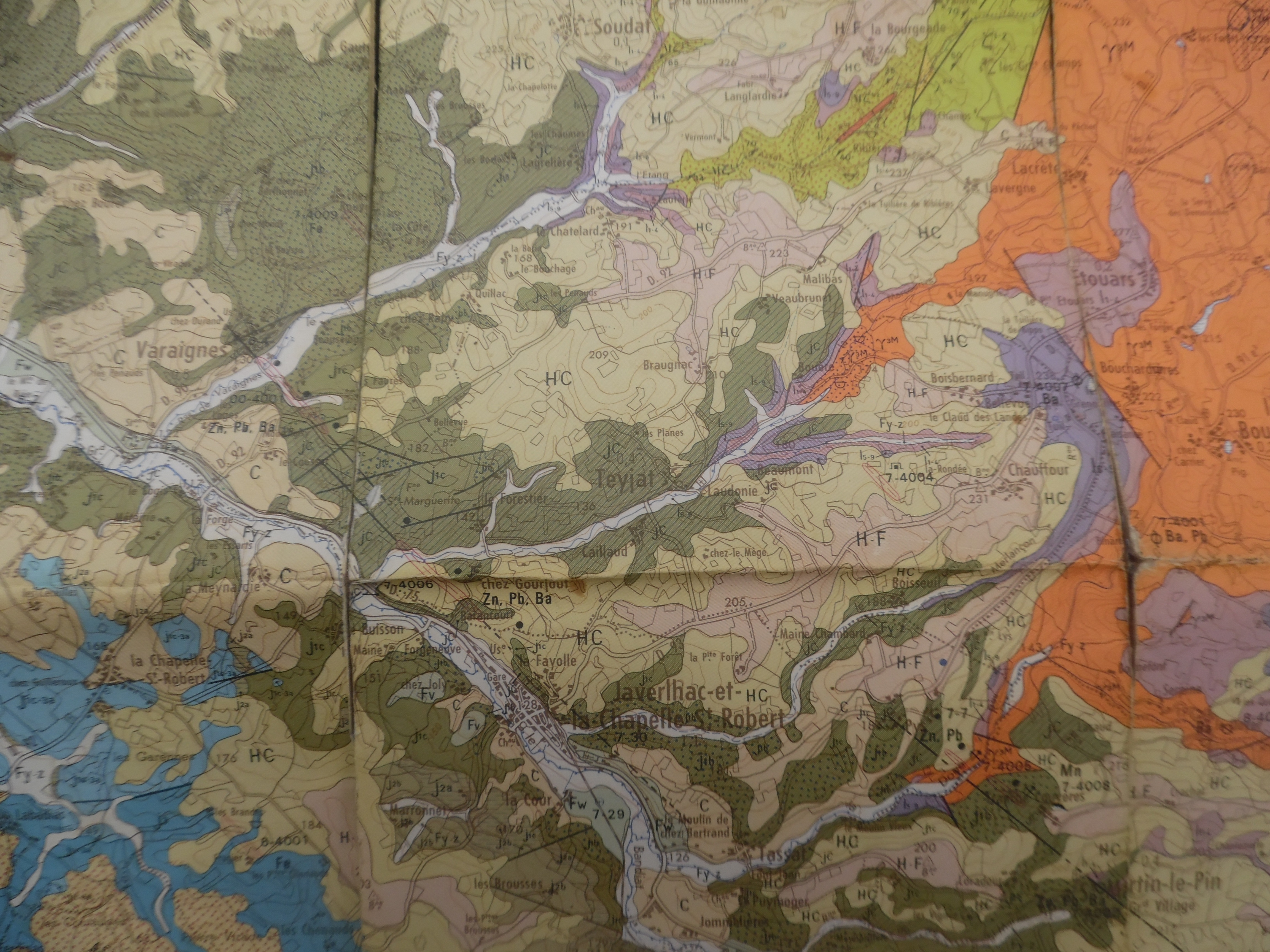
Geologische Originalkarte von Teyjat

Geologische Karte von Teyjat

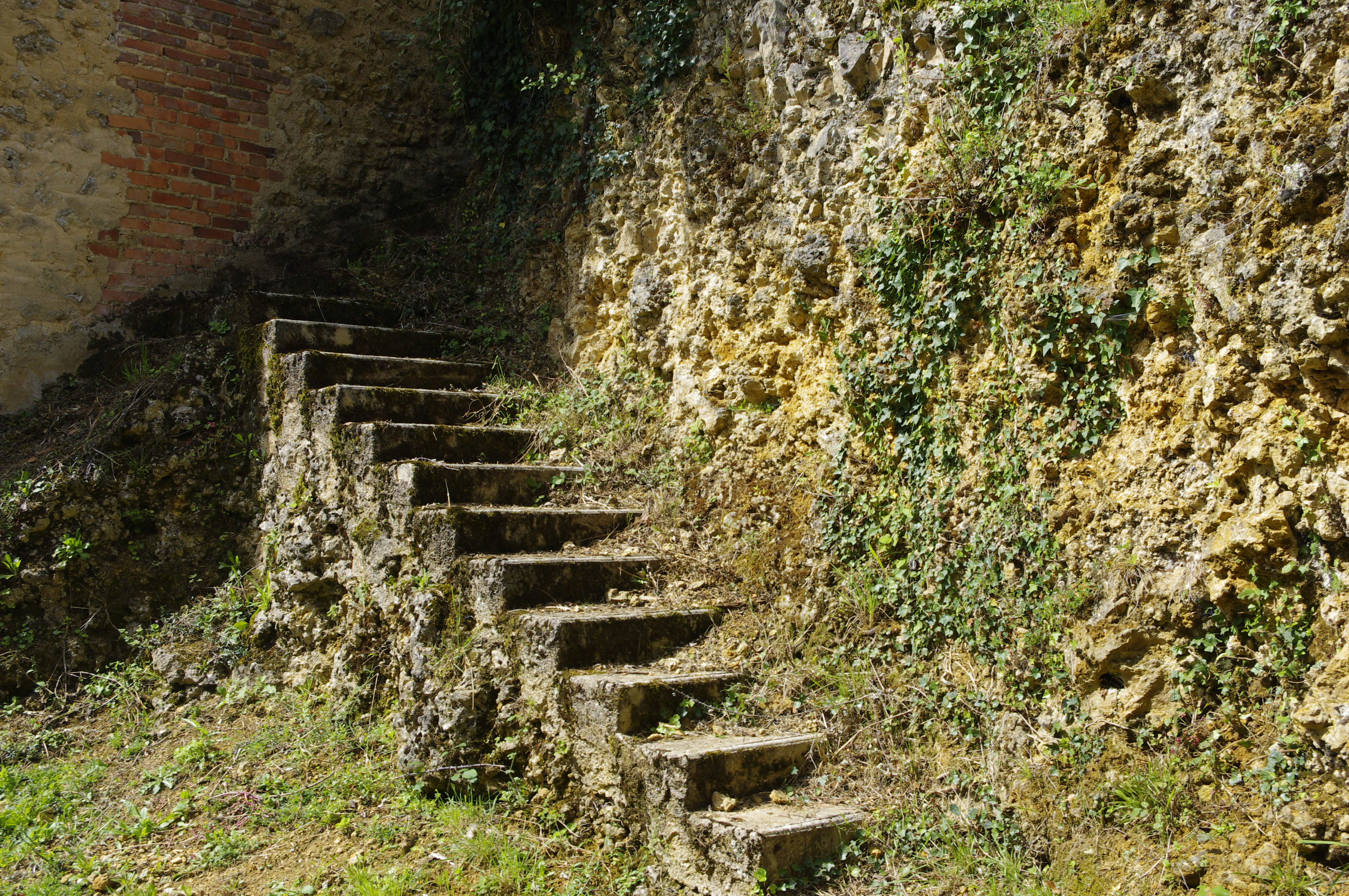
Aufschluss mit rekristallisiertem Dogger der Formation jC im Ortskern

Im Norden und Osten berührt das Gemeindegebiet Gesteine des variszischen Grundgebirges des nordwestlichen Massif Central. So schneidet der Ruisseau de l'Étang d'Assat in seinem Oberlauf metatexitische Paragneise (Mζ1-2) an und die Marcourive legt in ihrem Oberlauf den Piégut-Pluviers-Granodiorit bloß – seine feinkörnige Randfazies bei Bouère (fγ3M) gefolgt von der mittel- bis grobkörnigen Normalfazies (γ3M) weiter im Oberlauf.
Auf die Grundgebirgsgesteine transgredierten flussabwärts die  Liassedimente des nordöstlichen Aquitanischen Beckens – feldspathaltige, grobe Sandsteine des Hettangiums (Basistransgression), gefolgt von Arkosen und rotgefärbten, kryptokristallinen Dolomiten (Formation l1-4). Das Sinemurium fehlt. Über dem Hettangium lagern erneut transgressiv Sedimente des Pliensbachiums, Toarciums und des Aaleniums – im Wesentlichen Tonsteine und graue Mergel mit detritischen Einschaltungen (Formation l5-9). Die Tonsteine liefern den Rohstoff für (mittlerweile stillgelegte) Ziegeleien am Ostrand des Gemeindegebiets.
Es folgen sodann Sedimente des Doggers, die flächenmäßig den größten Teil für sich in Anspruch nehmen. Sie liegen meist in einem rekristallisierten Zustand vor (Formation jC) – so beispielsweise im Ortskern als an Störungen gebundene Rosettenfazies (radiale Kalzitkristalle). Gelegentlich lassen sich auch noch unveränderte Sedimente erkennen – Mittleres und Oberes Bajocium bei le Forestier, bestehend aus grauen und weißen Oolithkalken (Formationen j1b und j1c).
Auf den Höhenrücken zwischen den Flusstälern werden die flachliegenden mesozoischen Sedimente von kolluvialen Lockersedimenten des Pleistozäns (Formation HC) und zwei tertiären Schuttzungen (mit gerundeten Flussgeröllen) verdeckt (Höhenrücken entlang der D 92 nördlich von Braugnac und Malibas und Höhenrücken von Chauffour entlang der D 93 – Formation H-F). Die Flusstäler werden von holozänem Alluvium (ziegelrote Tone mit Geröllen von Quarz, Quarzit, Granodiorit und Kalk) ausgefüllt (Formation Fy-z).
Am Westrand des Gemeindegebietes bei Barancourt zieht die Nordwest-Südost-streichende Störungszone Javerlhac-Varaignes durch, welche mit Sphalerit, Bleiglanz, Pyrit und Baryt vererzt ist. Sie dürfte ein Ausdruck der rechten Trogschulter des Bandiatgrabens sein. Ihr südarmorikanischer Verlauf (Südost) wird ferner durch eine natürliche Quelle (Fontaine de Sainte-Marguerite) markiert. An ihr wurde das Grundgebirge gegenüber den Beckensedimenten angehoben. Assoziiert sind kleinere Nordost- bis Ostnordost-streichende Querbrüche.
Zwischen 1825 und 1850 wurde westlich von La Rondée im Kolluvium  Manganerz (Pyrolusit, Manganit und Psilomelan) in Begleitung von Eisen- und Bariumoxiden gefördert. Die Vererzung (mit einem Vererzungsgrad von 45 Prozent) befand sich in dünnen Tonlagen an der Basis des Sidérolithique, welche hettangischen Arkosen aufliegen. Gefördert wurden mehrere tausend Tonnen Erz.

## Naturrisiken

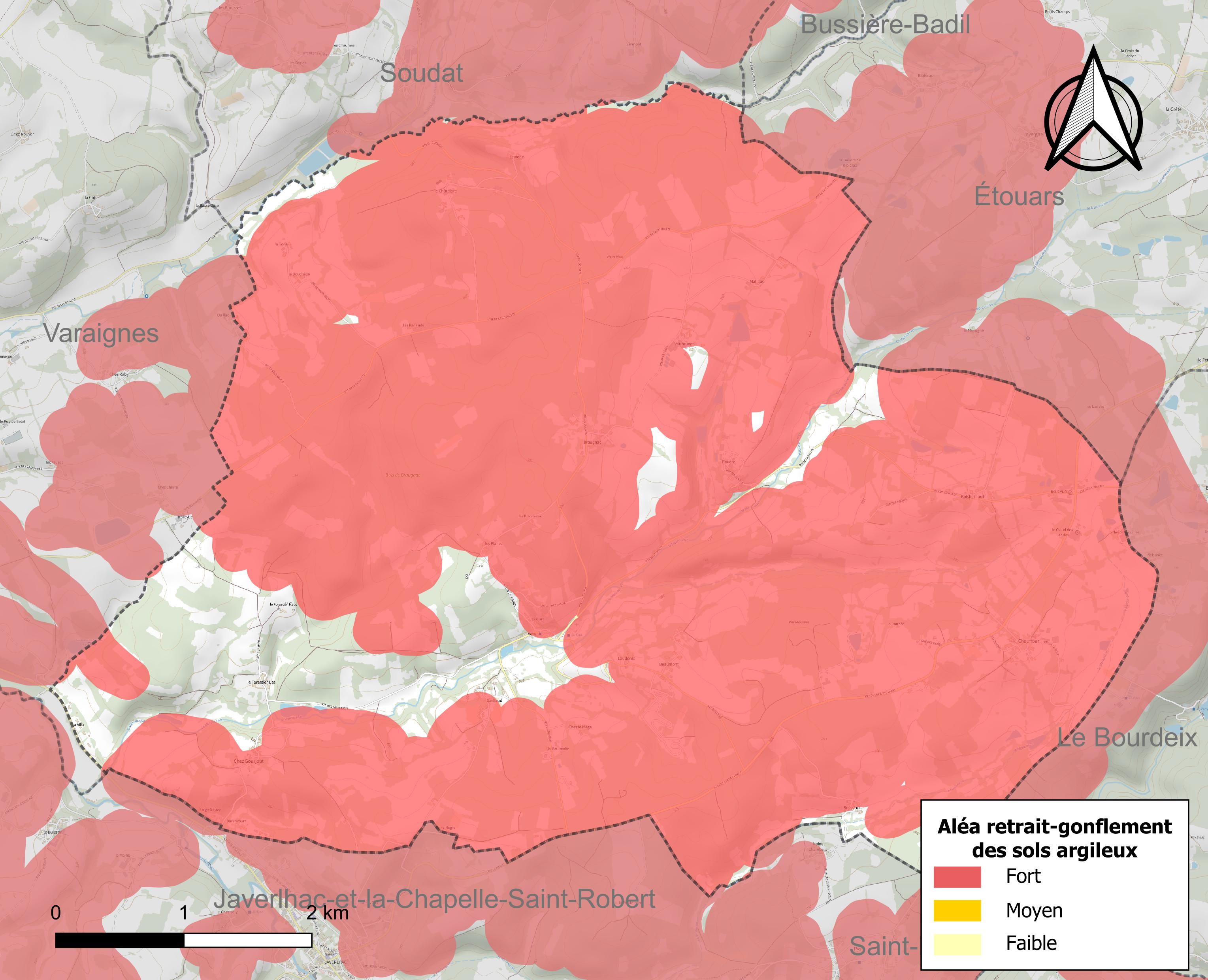
Risikokarte des Quellungs/Schrumpfungsverhältnisses von Tonmineralen in Böden für Teyjat

Naturrisiken manifestieren sich in Teyjat als
- Überschwemmungen und den mit ihnen assoziierten Schlammströmen und Hangrutschungen entlang der Flußläufe
- Dürren
- Stürme
- Bodensetzungen.

In den Jahren 1982, 1983 und 1999 (insbesondere 1999) kam es aufgrund erhöhter Niederschläge zu Überschwemmungen, größeren Bodenbewegungen und Rutschungen.
Dürrejahre waren 2003, 2009, 2011, 2018 und 2019. In diesen Jahren herrschte erhöhte Waldbrandgefahr.
Ein herausragendes Wintersturmereignis war das Sturmtief Martin im Dezember 1999, das enorme Schäden an den Wäldern und auch an der Infrastruktur hinterließ. Die Zerstörungen in den Wäldern sind selbst im Jahr 2025 noch zu erkennen.
Wie die Risikokarte zeigt, ist Teyjat relativ stark von der Gefahr durch Bodensetzungen betroffen, die Gefahren sind hierbei an die Bodenformationen des gesamten Gemeindegebiets gebunden – mit Ausnahme des Unterlaufs und des granodioritischen Oberlaufs der Marcorive, ihres rechten Seitenarms und des Unterlaufs des Ruisseau de l'Étang d'Assat.
Die Erdbebengefahr ist als relativ niedrig einzustufen, am Westrand des Massif Central sind recht seltene Beben der Stärke 3 auf der Richterskala bekannt.

## Ökologie

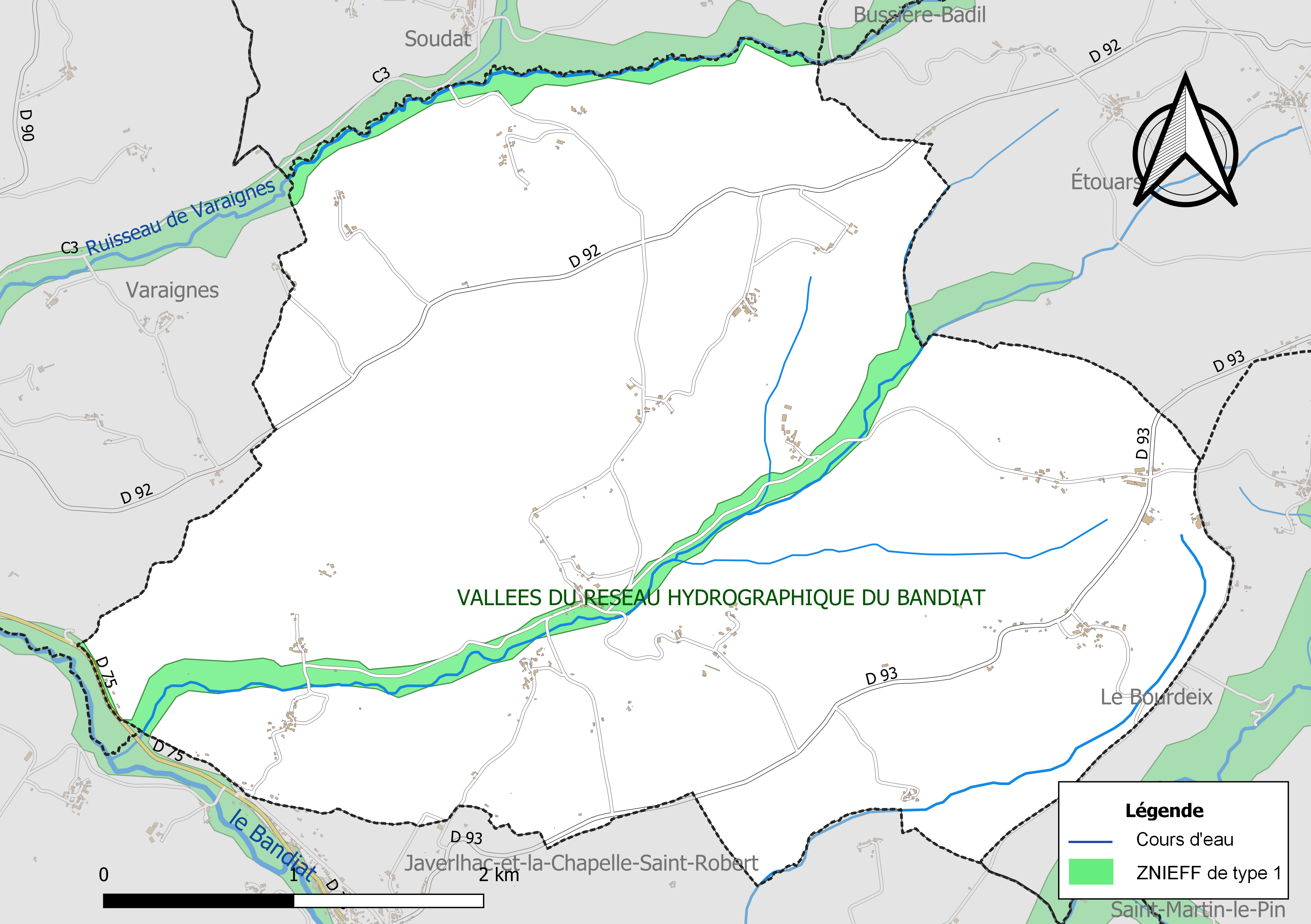
Schutzgebiete des Typus 1

### Naturpark
Die Gemeinde Teyjat bildet einen integralen Bestandteil des Regionalen Naturparks Périgord-Limousin.

### Schutzgebiete
Unter Naturschutz stehen die Talungen des Ruisseau de l'Étang d'Assat und der Marcourive – beides rechte Nebenflüsse des Bandiats. Diese Gebiete sind als ZNIEFF (Französisch zone naturelle d'intérêt écologique, faunistique et floristique) des Typus 1 unter der Bezeichnung Vallées du réseau hydrographique du Bandiat ausgewiesen. Ihre Flora besteht aus über 100 Pflanzenarten mit Großer Odermennig (Agrimonia procera) und Atlantisches Hasenglöckchen (Hyacinthoides non-scripta) als Indikatorpflanzen.

## Geschichte
Die vorgeschichtliche Anwesenheit des Menschen wird eindeutig durch die Höhle von Teyjat belegt, in der sich etwa 40 Ritzzeichnungen aus dem späten Magdalénien (um zirka 10.000 v. Chr.) befinden. Dargestellt sind Hornträger wie Wisente, Rinder, Rentiere und Hirsche. Ganz in der Nähe liegt noch der Abri Mège, der auch bereits sehr früh besiedelt gewesen sein dürfte. Auf einer Anhöhe bei Vaubrunet finden sich (die recht spärlichen) Überreste eines Dolmens (Pierre Plate) aus der Megalithzeit, erbaut aus Granodiorit und Paragneis.
Die Ortskirche Saint-Pierre-ès-Liens geht bis ins 12. Jahrhundert zurück.

## Bevölkerungsentwicklung
| Jahr | Einwohner |  |
| 1962 | 379       |  |
| 1968 | 363       |  |
| 1975 | 372       |  |
| 1982 | 364       |  |
| 1990 | 309       |  |
| 1999 | 320       |  |
| 2004 | 278       |  |
| 2007 | 269       |  |
| 2009 | 272       |  |
| 2014 | 278       |  |
| 2016 | 275       |  |
| 2017 | 275       |  |
| 2019 | 274       |  |
| 2022 | 279       |  |

Quelle: INSEE
Die Bevölkerungszahlen sind generell rückläufig, mit besonders starken Einbrüchen nach 1982 und 1999. Seit 2004 hat sich die Bevölkerung aber wieder  mehr oder weniger stabilisiert.
Die höchste Bevölkerung hatte Teyjat im Jahr 1831 mit 883 Einwohnern.
Bei einer Fläche von 16,99 Quadratkilometer besitzt Teyjat eine recht niedrige Bevölkerungsdichte von 16 (16,4) Einwohner/km².

## Bürgermeister
Bürgermeister von Teyjat war seit März 1989 der zur Divers gauche gehörende Rentner Jean-Pierre Garraud. Er wurde im Mai 2020 von Jean-Luc Maslard abgelöst.

## Präsidentschaftswahlen 2022
| Kandidaten                       | Kandidaten            | Parteien                      | Parteien            | 1. Wahlgang | 1. Wahlgang | 2. Wahlgang | 2. Wahlgang |
| Kandidaten                       | Kandidaten            | Parteien                      | Parteien            | Stimmen     | %           | Stimmen     | %           |
| -------------------------------- | --------------------- | ----------------------------- | ------------------- | ----------- | ----------- | ----------- | ----------- |
|                                  | Marine Le Pen         | Front national                | FN                  | 59          | 31,05 %     | 84          | 50,60 %     |
|                                  | Emmanuel Macron       | En marche !                   | EM                  | 53          | 27,89 %     | 82          | 49,40 %     |
|                                  | Jean-Luc Mélenchon    | Front de gauche               | FDG                 | 31          | 16,31 %     |             |             |
|                                  | Éric Zemmour          | Reconquête                    |                     | 4           | 2,11 %      |             |             |
|                                  | Valérie Pécresse      | Les Républicains              | LR                  | 2           | 1,05 %      |             |             |
|                                  | Jean Lassalle         | Résistons !                   | R                   | 12          | 6,32 %      |             |             |
|                                  | Anne Hidalgo          | Parti socialiste              | PS                  | 4           | 2,11 %      |             |             |
|                                  | Fabien Roussel        | Parti communiste français     | PC                  | 11          | 5,79 %      |             |             |
|                                  | Nicolas Dupont-Aignan | Debout la République          | DLR                 | 4           | 2,11 %      |             |             |
|                                  | Yannick Jadot         | Europe Écologie-Les Verts     | EELV                | 5           | 2,63 %      |             |             |
|                                  | Nathalie Arthaud      | Lutte Ouvrière                | LO                  | 3           | 1,58 %      |             |             |
|                                  | Philippe Poutou       | Nouveau Parti anticapitaliste | NPA                 | 2           | 1,05 %      |             |             |
|                                  |                       |                               |                     |             |             |             |             |
| Gesamt                           | Gesamt                | Gesamt                        | Gesamt              | 190         | 100 %       | 166         | 100 %       |
|                                  |                       |                               |                     |             |             |             |             |
| Gültige Stimmen                  | Gültige Stimmen       | Gültige Stimmen               | Gültige Stimmen     | 190         | 97,94 %     | 166         | 87,37 %     |
| Ungültige Stimmen                | Ungültige Stimmen     | Ungültige Stimmen             | Ungültige Stimmen   | 4           | 2,06 %      | 24          | 12,63 %     |
| Wahlbeteiligung                  | Wahlbeteiligung       | Wahlbeteiligung               | Wahlbeteiligung     | 194         | 86,22 %     | 190         | 84,44 %     |
| Enthaltungen                     | Enthaltungen          | Enthaltungen                  | Enthaltungen        | 31          | 13,78 %     | 35          | 15,56 %     |
| Registrierte Wähler              | Registrierte Wähler   | Registrierte Wähler           | Registrierte Wähler | 225         |             | 225         |             |
|                                  |                       |                               |                     |             |             |             |             |
| Quelle: Ministère de l'Intérieur |                       |                               |                     |             |             |             |             |

Die Präsidentschaftswahlen 2022 in Teyjat konnte Marine Le Pen knapp für sich entscheiden.

## Wirtschaft und Infrastruktur

### Beschäftigung
Im Jahr 2015 betrug die erwerbstätige Bevölkerung zwischen 15 und 64 Jahren 97 Personen, was 35,1 % der Gesamtbevölkerung entspricht. Davon hatten 89 eine Beschäftigung, 8 waren arbeitslos gemeldet. Im Vergleich zum September 2010 ist die Zahl der Arbeitslosen von damals 9 leicht zurückgegangen, die Arbeitslosenquote lag 2015 bei 8,3 %.

### Unternehmen
Am 31. Dezember 2015 waren in der Gemeinde 27 Unternehmen ansässig, davon 14 in Handel, Transport und Dienstleistungen, 6 im Baugewerbe, 4 im Sektor Landwirtschaft, Forst- und Fischereiwesen, 2 im Sektor Verwaltung, Lehrwesen, Gesundheitswesen und Soziales sowie eines in der Industrie.

## Kartinganlage
Südlich der Weiler Beaumont und Laudonie befindet sich eine Kartsportanlage.

## Sehenswürdigkeiten
- Höhle von Teyjat (franz. Grotte dite de la Mairie)
- Kirche Saint-Pierre-ès-Liens aus dem 12. Jahrhundert, wurde im 16. und 19. Jahrhundert baulich stark verändert, Monument historique seit 2019
- Manoir du Forestier, 17. und 18. Jahrhundert
- Manoir du Chatelard, 17. und 19. Jahrhundert
- Manoir de Brognac, ab 1871 erbaut.

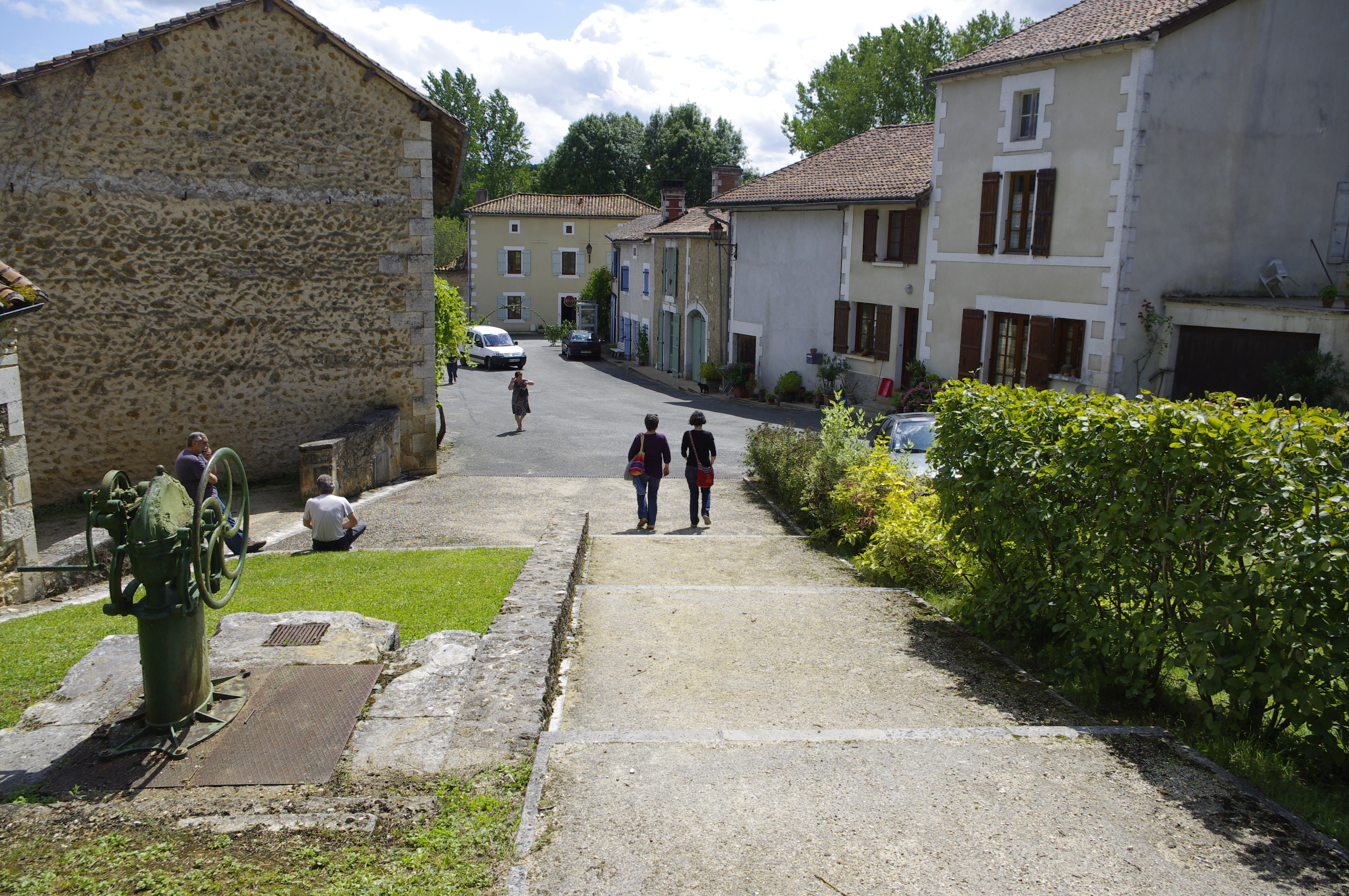
Blick vom Höhlenmuseum nach Süden in den Ortskern
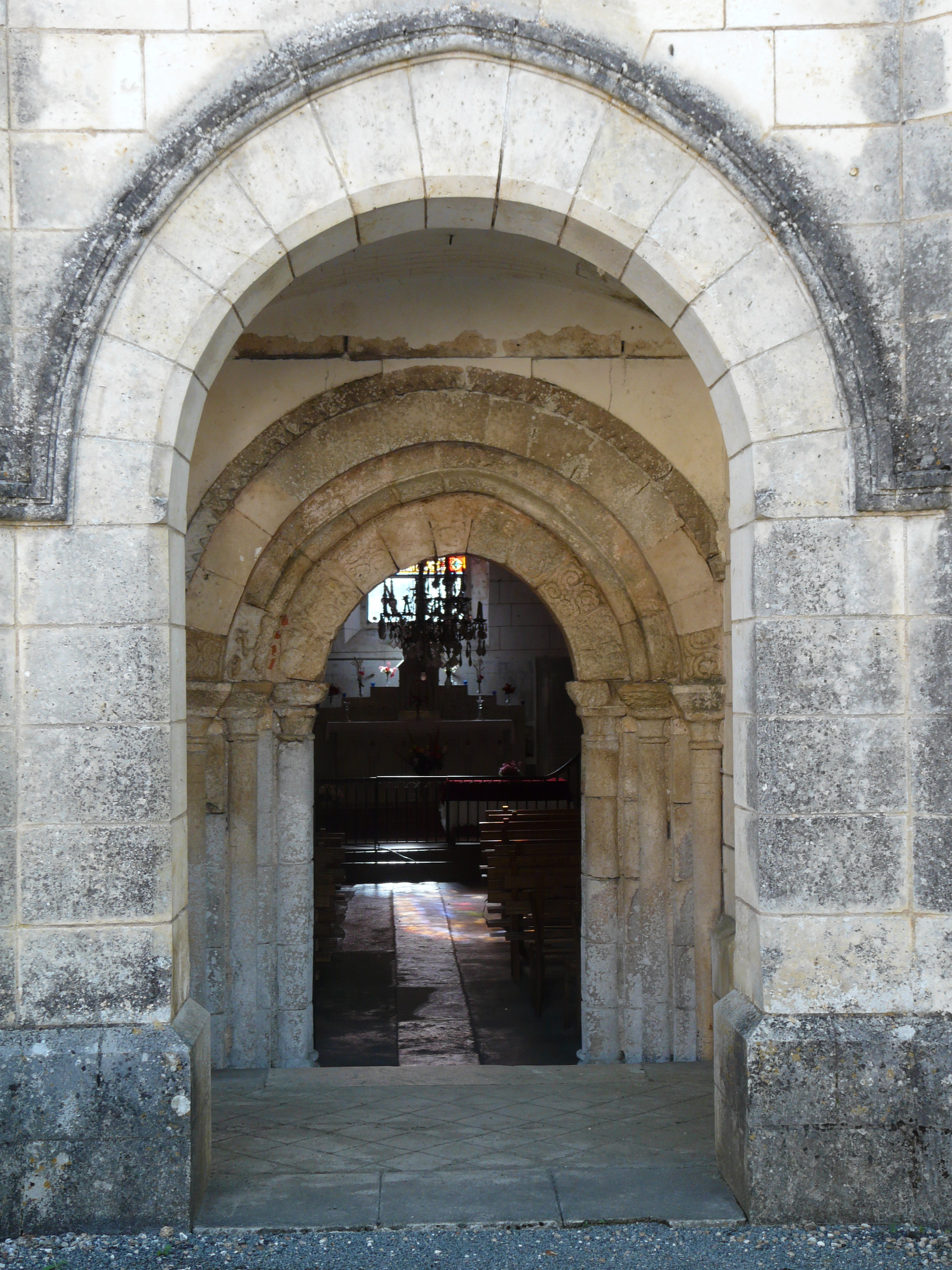
Kirchenportal von Saint-Pierre-ès-Liens
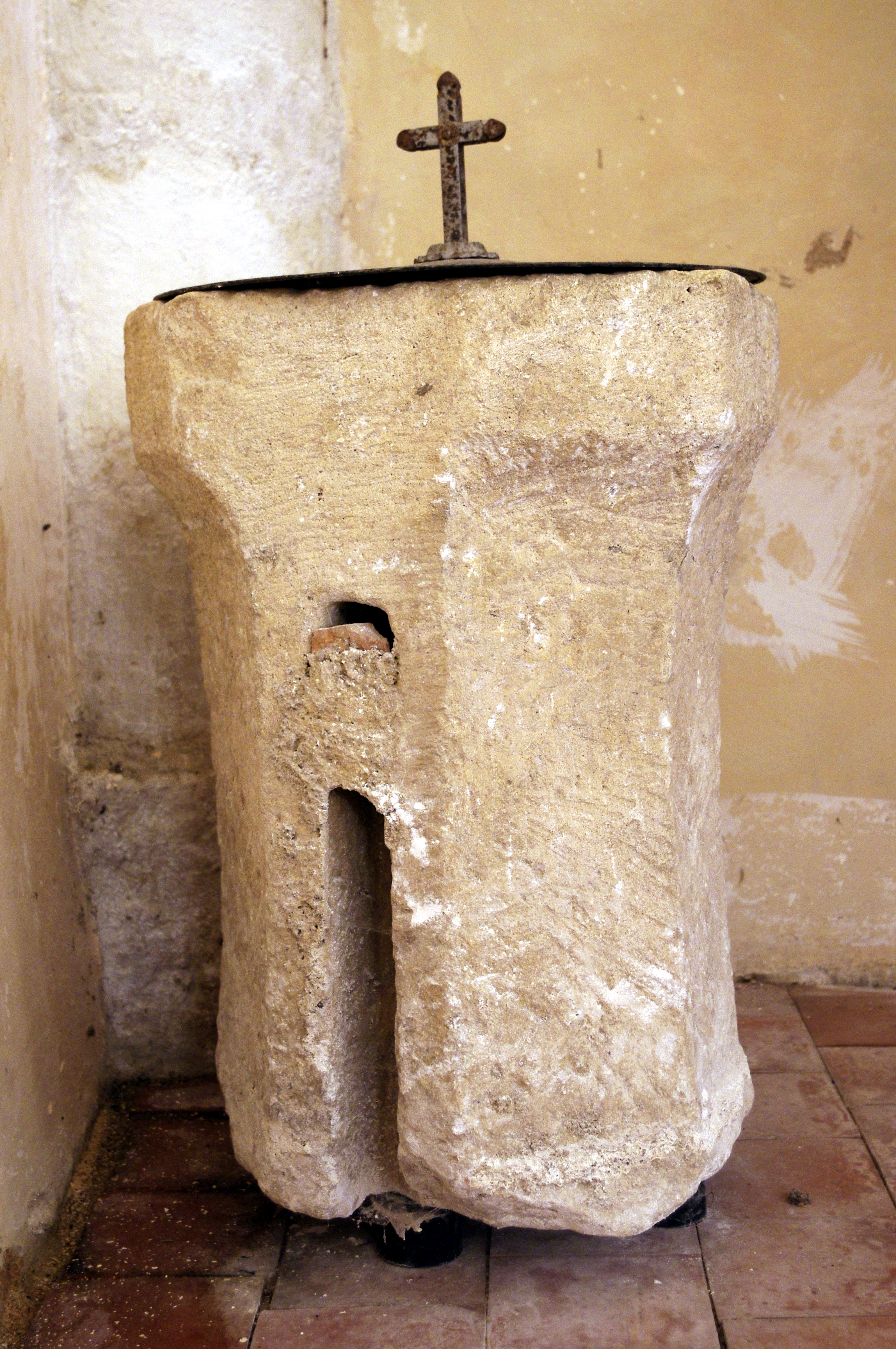
Taufstein
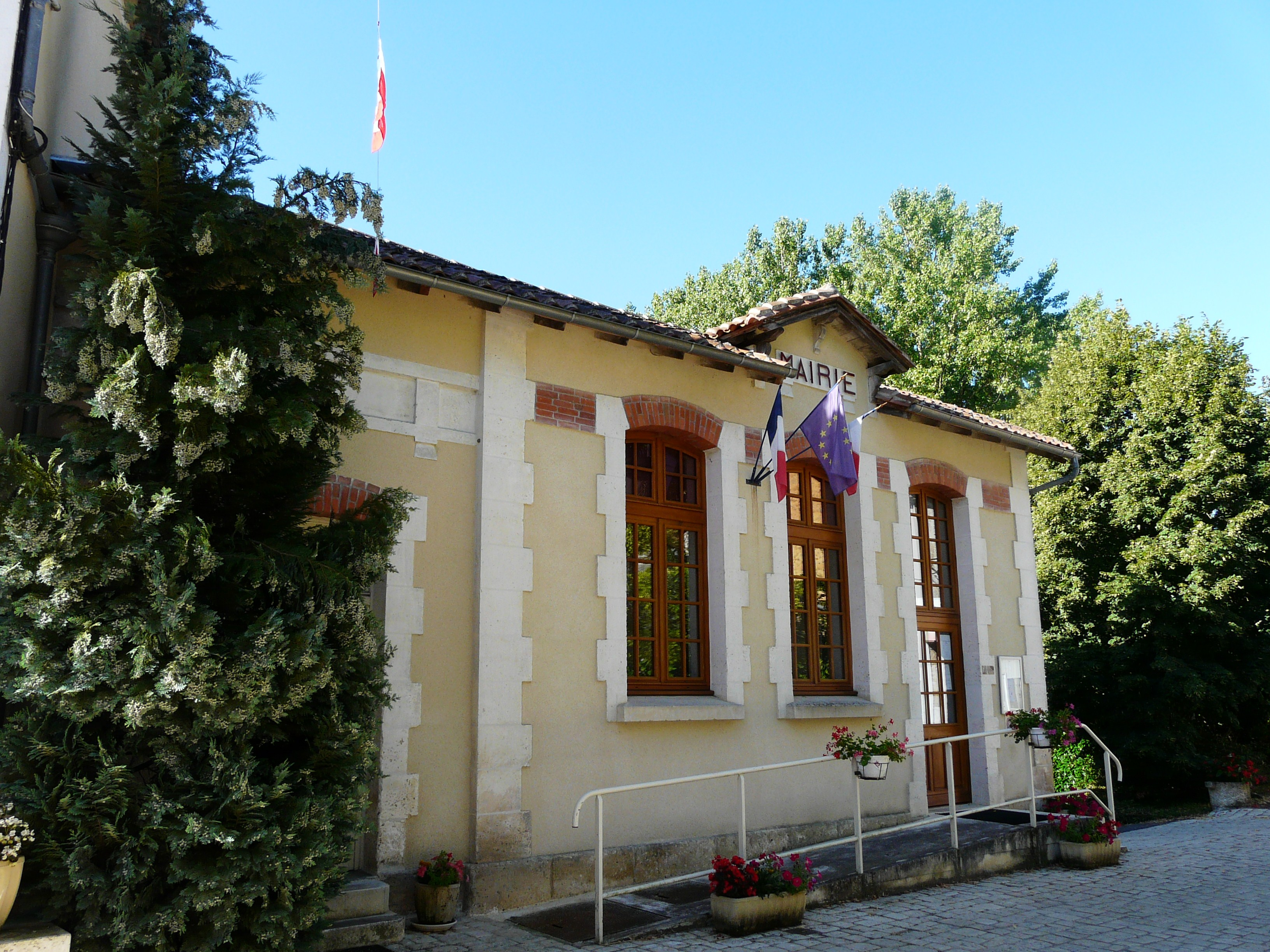
Mairie
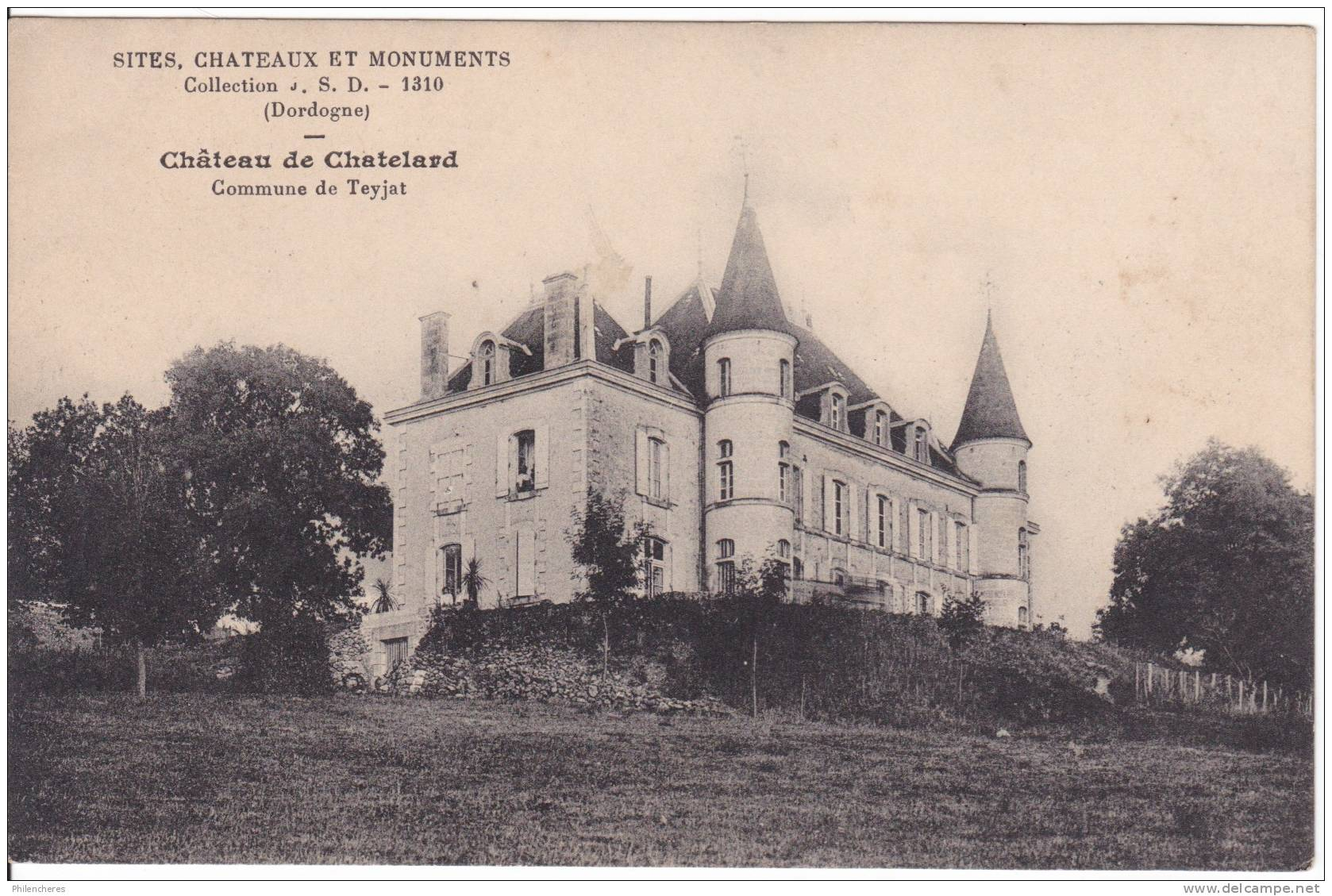
Schloss Manoir de Chatelard
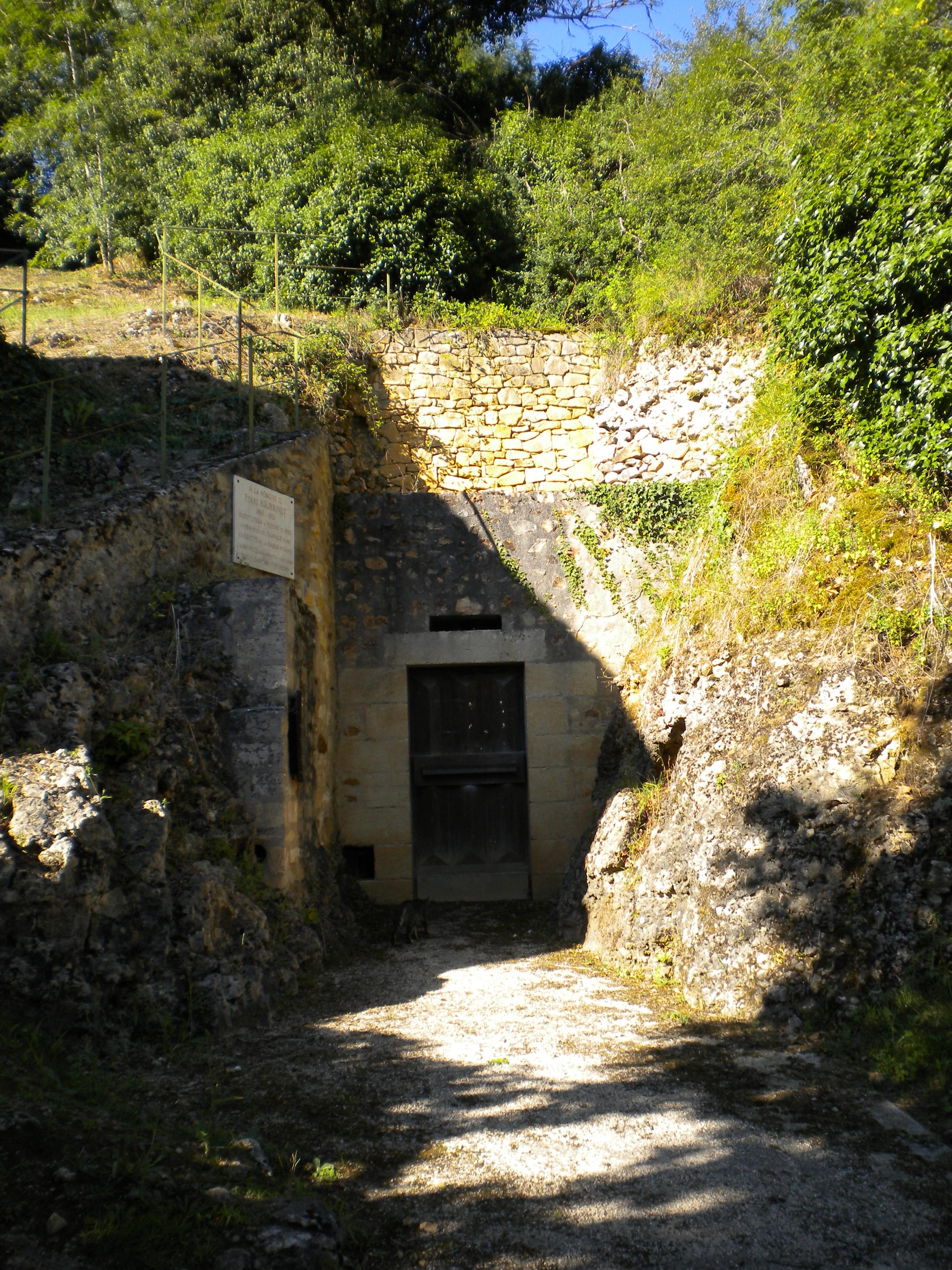
Die Höhle von Teyjat
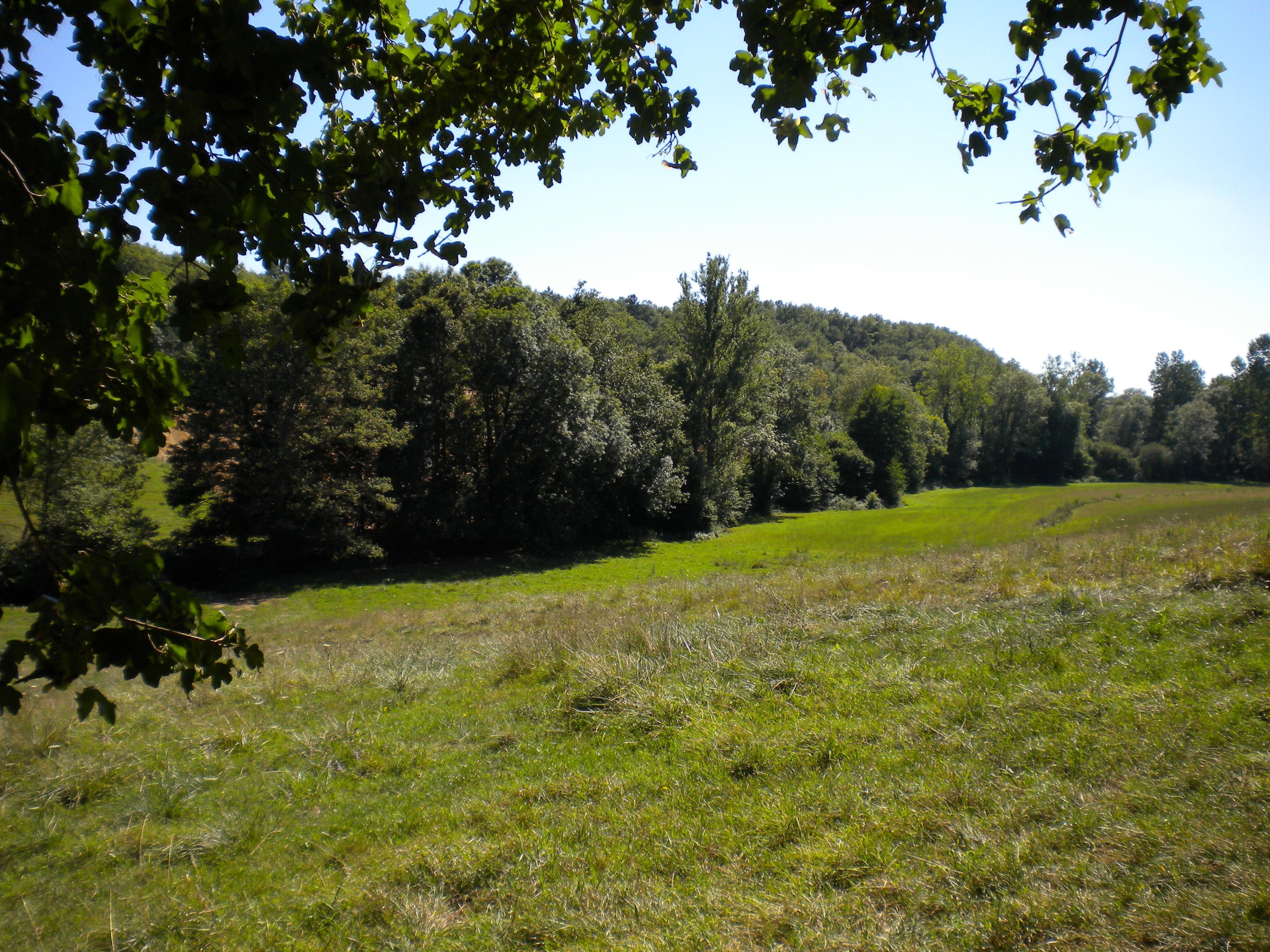
Die Marcourive etwas oberhalb von Teyjat